# 徐昊辰
徐昊辰（谚文：서호진，朝鲜汉字：徐昊辰，1983年6月11日—），是韩国著名的男子短道速滑运动员。他是2006年冬季奥林匹克运动会短道速滑比赛5000米接力冠军。

## 职业生涯
2006年都灵冬奥会中，徐昊辰获得5000米接力金牌。

## 资料来源
- 奥林匹克成绩(英文) （页面存档备份，存于）
- 徐昊辰-国际滑冰联盟（ISU）